# 월풀 에어로 카

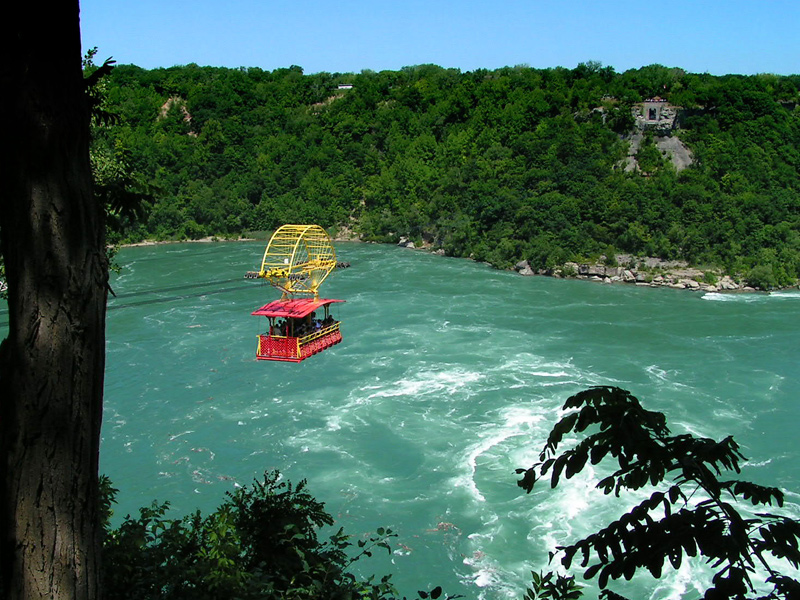
월풀 에어로 카

월풀 에어로 카(Whirlpool Aero Car)는 나이아가라폴스에 위치한 케이블카로, 나이아가라 월풀 (소용돌이)을 내려다 볼 수 있다. 레오나르도 토레스 퀘베도에 의해 설계되어 1916년부터 운행중이다.